# Zéphyrin Camélinat

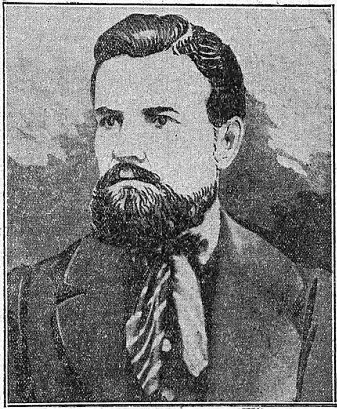
Zéphyrin Camelinat.

Rémy  Zéphyrin (eller Rémi Zéphirin) Camélinat, född den 14 september 1840 i Mailly-la-Ville (Yonne), död den 5 mars 1932 i Paris, var en fransk politiker. 
Ursprungligen bronsarbetare, var han en av socialismens banérförare under andra kejsardömet och medverkade vid internationalens grundande. Han var medlem av Pariskommunen och utnämndes 1871 av dess regering till direktör för myntet. Sedan kommunupproret kuvats, flydde Camélinat till England, där han återtog sitt yrke, men vände sedermera tillbaka till Frankrike och valdes till deputerad 1885. Vid de nya valen 1889 föll han dock igenom och försvann sedan ur det politiska livet. 